# Шпрингер, Аксель
А́ксель Шпри́нгер (нем. Axel Cäsar Springer; 2 мая 1912, Альтона — 22 сентября 1985, Западный Берлин) — немецкий журналист, основатель и владелец Axel Springer AG.

## Биография
Родился в Альтоне (Гамбург) в семье издателя Генриха Шпрингера. Карьеру начал в 1947 году с учреждения компании Axel Springer GmbH в Гамбурге. Под крышей этой компании находилась газета «Hamburger Abendblatt», а позднее Шпрингер расширил деятельность, начав издание новых журналов, таких как «Hör zu» — популярный журнал ТВ- и радио-программ. В 1952 году Шпрингер в список деятельности добавил издание таблоида «Bild», который вскоре стал влиятельным масс-ежедневником тиражом более 1 миллиона.